# Polyommatus afghanica
Polyommatus afghanica is een vlinder uit de familie van de Lycaenidae. De wetenschappelijke naam van de soort is voor het eerst gepubliceerd in 1973 door Walter Forster.
De soort komt voor in Afghanistan.